# 송재학
송재학(宋在學, 1955년 10월 4일~)은 대한민국의 시인이다. 1986년에 《세계의 문학》이라는 작품으로 등단했으며,소월시문학상 등을 수상했다.